# Феррас, Каролина
Кароли́на Ферра́с (порт. Carolina Ferraz, род. 25 января 1968, Гояния, Гояс) — бразильская актриса кино, фотомодель.

## Биография
Родилась 25 января 1968 года в Гояния, Гояс, Бразилия.
Профессиональная танцовщица с яркой внешностью в 1987 стала диктором бразильского телеканала «Маншете». Один из руководителей телеканала в то время, режиссёр Жайме Монжардим, под угрозой увольнения заставил её исполнить одну из ролей в телесериале 1990 года «Пантанал». Известность к ней пришла после перехода на телеканал «Глобу» и исполнения ролей в телесериалах Мануэля Карлоса «История любви» и «Во имя любви». За исполнение роли Милены в телесериале «Во имя любви» она вместе с Эдуардо Московисом получила премию за «лучшую романтическую пару» на телевидении. Попытка повторить успех пары (теперь уже в главных ролях) в 1998 году в телесериале «Шальные деньги» успеха не принесла. Ролью, от которой она получила наибольшее удовлетворение как актриса, считает роль мужеподобной Руби в телесериале «Кубанакан».

### Личная жизнь
В 1987—1998 годах была замужем за одним из руководителей «Глобу» Марио Коэном. У бывших супругов есть дочь — Валентина Коэн (род.1995).
С 2012 года состоит в фактическом браке с врачом Марсело Маринсом. У пары есть дочь — Исабель Маринс (род.08.05.2015).

## Фильмография

### Телевидение
- 2012 — Проспект Бразилии …. Алексия
- 2011 — Светило …. Аманда
- 2008 — Совершенная красота …. Норма Гусман
- 2005 — Белиссима …. Ребека Кавальканти
- 2004 — Талисман …. Жизела (Жижи)
- 2003 — Кубанакан …. Руби Калдерон
- 2002 — Вкус страсти …. Кларисса Видигал
- 2002 — Все круги ада …. Ноэми Тьери
- 2001 — Путеводная звезда …. Ванесса Риос
- 1999 — В мире женщин
- 1998 — Шальные деньги …. Лусинья/Люси Жордан
- 1997 — Во имя любви …. Милена Баррос Мота
- 1995 — История любви ….Паула Сампайо
- 1994 — Моя родина …. Беатрис
- 1994 — Тропиканка …. эпизод
- 1993 — Минная карта …. Бруна Торрес
- 1991 — Призрак оперы …. Кристина Андреати
- 1991 — История Аны Райо и Зе Тровао … Вероника
- 1991 — Floradas na Serra …. Лусилия
- 1990 — Рабыня Анастасия …. Синья
- 1990 — Пантанал …. Ирма

### Кино
- 2006 — O passageiro — Segredos de adulto
- 2001 — Возможная любовь
- 2000 — Mater Dei
- 1993 — Пиратская душа